# Првенство Југославије у фудбалу 1939/40.
Првенство 1939/40. је освојио Грађански Загреб.
Играна је скраћена сезона. Године 1939. Хрватски и словеначки клубови су почели да напуштају Фудбалски савез Југославије и приступају Фудбалском савезу Хрватске, у знак протеста због српске спортске централизације у Београду. Покренуто је хрватско-словеначко првенство у фудбалу, са НК Љубљаном као јединим словеначким представником у лиги. Првенство Југославије у фудбалу је настављено, али је убрзо преименовано у првенство Србије у Фудбалу. Подела је коначно уклоњена обећањем веће заступњености за Хрвате и Словенце. Одиграно је скраћено првенство од десет кола.
Након инвазије сила Осовине 1941. године, Краљевина Југославија се распала, а самим тим је престала и свака спортска активност. Једини изузетак је била марионетска држава НДХ. У НДХ су се одржавала национална првенства (у којима су учествовали тимови као Грађански Загреб) и пријатељске утакмице против тимова из земаља сила Осовине.
Године 1946, поново је формирано првенство Југославије у фудбалу.

## Учесници првенства
- БСК, Београд
- 1. ХШК Грађански, Загреб
- Југославија, Београд
- Славија, Сарајево
- Хајдук, Сплит
- ХАШК, Загреб

## Табела
| Место | Клуб             | мечева | победа | нерешених | пораза | дати голови | примљени голови | гол разлика | бодова |
| ----- | ---------------- | ------ | ------ | --------- | ------ | ----------- | --------------- | ----------- | ------ |
| 1     | 1. ХШК Грађански | 10     | 8      | 0         | 2      | 25          | 11              | +14         | 16     |
| 2     | БСК              | 10     | 7      | 1         | 2      | 30          | 7               | +23         | 15     |
| 3     | Славија          | 10     | 7      | 0         | 3      | 14          | 14              | 0           | 14     |
| 4     | Југославија      | 10     | 3      | 2         | 5      | 16          | 18              | +2          | 8      |
| 5     | Хајдук           | 10     | 1      | 3         | 6      | 14          | 29              | -15         | 5      |
| 6     | ХАШК             | 10     | 1      | 0         | 9      | 12          | 32              | -20         | 2      |

## Освајач лиге
ХШК Грађански (тренер: Мартон Букови)
Емил Урх
Иван Јазбиншек
Мирослав Брозовић
Ивица Белошевић
Мирко Кокотовић
Светозар Ђанић
Аугустин Лешник
Милан Антолковић
Звонимир Цимерманчић
Флоријан Матекало
Жалант
| Првак Југославије у фудбалу 1939/40. |
| ------------------------------------ |
| 1. ХШК Грађански                     |
| Пета титула                          |